# Huanggu
Huanggu léase Juáng-Ku (en chino:皇姑区, pinyin:Huánggū qū, en memoria del Incidente de Huanggutun) es un distrito urbano bajo la administración directa de la subprovincia de Shenyang. Se ubica en la provincia de Liaoning , noreste de la República Popular China . Su área es de 36 km² y su población total para 2010 fue +700 mil habitantes.

## Administración
El distrito de Huanggu se divide en 12 pueblos que se administran en subdistritos.